# Karl-Anthony Towns
Karl-Anthony Towns Jr. (1995. november 15.–) dominikai-amerikai kosárlabdázó, aki jelenleg a New York Knicks játékosa a National Basketball Association-ben (NBA). Egyetemen a Kentucky Wildcats játékosa volt, 16 évesen képviselte először nemzeti válogatottját. A 2015-ös NBA-drafton az első helyen választotta a Minnesota Timberwolves és az Év újonca volt a 2015–16-os szezonban. Négyszer választották be az NBA All Star-csapatába. Minden idők egyik legjobb dobócenterének tartják, megnyerte az NBA All Star-hétvégéjén tartott hárompontos-versenyt is.

## Fiatalkora
Karl-Anthony Towns 1995. november 15-én Edisonban (New Jersey) született afroamerikai apa (Karl Towns Sr.) és dominikai anya (Jacqueline Cruz) gyermekeként. Piscataway-ben nőtt fel és a Lake Nelson Seventh-Day Adventist Iskolába járt. Megismételte a hetedik osztályt, hogy többet fejlődhessen. Apja a Monmouth Egyetemen kosárlabdázott, ahol Towns ötödikes korában a csapattal edzett.

## Középiskola

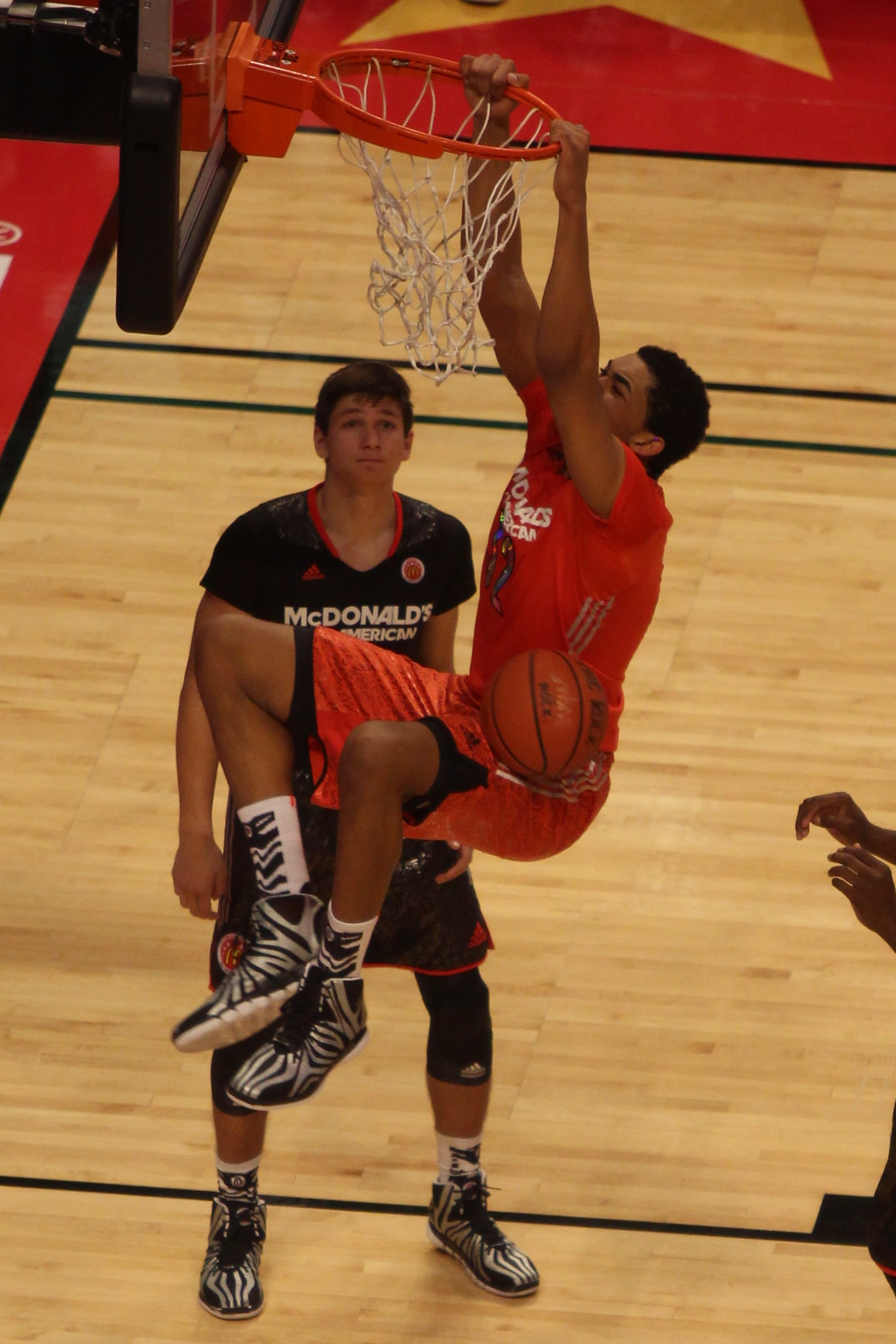
Towns 2014-ben

Elsőévesként a St. Joseph Középiskolában Towns állami bajnoki címig vezette csapatát 2012-ben, amellyel az ESPN középiskolai ranglistáján első helyet érdemelte ki. Ezt követően 2013-ban és 2014-ben is állami bajnok lett csapata a dominikai center vezetésével. 16 évesen beválasztották a dominikai válogatottba, anyai ágon. 2011-ben és 2012-ben John Calipari, korábbi NBA-edző volt a csapat vezetőedzője. Vele a válogatott harmadik lett a 2011-es FIBA Americas tornán és negyedik a 2012-es FIBA olimpiai selejtezőkön. Egy helyre voltak az olimpiai szerepléstől.
2012 decemberében Towns bejelentette, hogy átminősítik végzősnek és a Kentucky Wildcats csapatában fog játszani egyetemen, John Calipari alatt, aki a dominikai válogatott tagjaként is edzette. Az ESPN, aki a 2015-ös év legjobbjának nevezte, 2014-ben a harmadik legjobbnak választotta. Towns 3.96-os GPA eredménnyel érettségizett. 2014-ben a Gatorade Év játékosának választották.
2013. január 6-án Towns négy kategóriában is két számjegyű értéket szerzett, 16 ponttal, 17 lepattanóval, 11 blokkal és 11 gólpasszal. Ezt még egyszer elérte 2014. január 5-én 20 ponttal, 14 lepattanóval, 12 blokkal és 10 gólpasszal. Utolsó szezonjában 20.9 pontot, 13.4 lepattanót és 6.2 blokkot átlagolt.

### Utánpótlás értékelések
| Név                                                                             | Szülőváros                                 | Középiskola | Magasság        | Súly            | Döntés dátuma     |
| ------------------------------------------------------------------------------- | ------------------------------------------ | ----------- | --------------- | --------------- | ----------------- |
| Karl-Anthony Towns C                                                            | Metuchen, New Jersey                       | St. Joseph  | 6' 11" (2.11 m) | 235 lb (107 kg) | 2012. december 4. |
| Karl-Anthony Towns C                                                            | Értékelés: Scout: Rivals: 247Sports: ESPN: |             |                 |                 |                   |
| Általános országos rang: Scout: 4., 2. (C) Rivals: 5. ESPN: 9., 1. (NJ), 3. (C) |                                            |             |                 |                 |                   |

## Egyetem

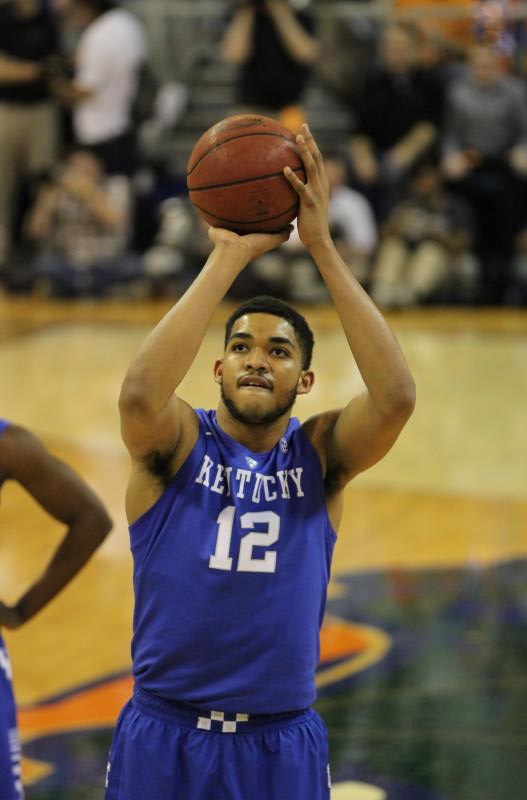
Towns 2015-ben a Kentucky játékosaként

Első évében a Kentucky rendszere szerint minden játékosnak limitálták perceit, Towns 10.3 pontot és 6.7 lepattanót átlagolt 21.1 perc alatt. Egyetlen egyetemi évében kineziológiát tanult és kosárlabda karrierje után orvos szeretne lenni. Ugyan elhagyta az egyetemet egy év után, online folytatta tanulmányait. Az AP és az NABC is beválasztotta az All-American Második csapatba és a Sporting News az All-American Harmadik csapatba. A 2014–2015-ös szezonban Towns gyakran a Duke centere, Jahlil Okafor mögé volt helyezve a draft listákon. Ezt megváltoztatta egy jó teljesítménye az NCAA tornán, ahol egyértelmű lett, hogy Towns a jobb védő és a jobb támadó játékos is. Towns átvette Okafor helyét a legtöbb listán, az ABC szerint LeBron James óta a legjobb NBA-be érkező játékos volt.
2015. április 9-én Towns és Kentucky-i csapattársai Andrew Harrison, Aaron Harrison, Dakari Johnson, Devin Booker, Trey Lyles, illetve Willie Cauley-Stein bejelentették, hogy választhatóak lesznek a 2015-ös NBA-drafton.

## Profi karrier

### 2015–2024: Minnesota Timberwolves

#### 2015–2016-os szezon: Az év újonca
2015. június 25-én Towns-t a Minnesota Timberwolves első helyen választotta a 2015-ös NBA-drafton. Július 7-én írta alá újonc szerződését a csapattal. Október 28-án, a Timberwolves szezonjának első mérkőzésén debütált a Los Angeles Lakers ellen, 14 pontot és 12 lepattanót szerezve a 112–111 arányú győzelem alkalmával. Október 30-án a Denver Nuggets ellen 28 pontot és 14 lepattanót szerzett, amellyel a Timberwolves történetében először megnyerték első két idegenbeli mérkőzésüket. Az első 13 mérkőzés alatt 16 pontot és 10.4 lepattanót átlagolt. Ugyan a számai egy kicsit visszaestek, december 3-án a hónap újoncának nevezték a nyugati főcsoportban, novemberre. Ezzel mindössze a hetedik Timberwolves játékos lett, aki a hónap újonca lett.
December 5-én Towns a gyengébb teljesítmények után szezonjának addigi legjobb mérkőzését játszotta, 27 pontot és 12 lepattanót szerezve a Portland Trail Blazers ellen. Négy nappal később 26 pontot és 14 lepattanót szerzett a Los Angeles Lakers elleni győzelem alkalmával. Január 20-án 32 pontot és 12 lepattanó szerzett a Utah Jazz ellen, amivel a legfiatalabb játékos lett, aki 30 pontot és 10 lepattanót tudott felmutatni egy mérkőzésen, Kevin Durant óta (2008). Február 2-án ismét a nyugati főcsoport hónap újoncának nevezték, sorozatban a harmadik ilyen díja. Február 10-én 35 pontot szerzett a Toronto Raptors elleni 117–112-es győzelem alatt. Három nappal később megnyerte a 2016-os NBA All Star-hétvége Skills Challenge-et Isaiah Thomas ellen, amellyel a legmagasabb, legnehezebb és legfiatalabb játékos lett, aki ezt valaha megtette. Februárban ismét a hónap újonca lett, amellyel Andrew Wiggins után (2014. november, december, 2015. január, február) a második Wolves-játékos lett, aki sorozatban négy hónapban el tudta nyerni a díjat.
Március 25-én 10 lepattanója volt a Washington Wizards ellen, beállítva a rekordot a legtöbb szerzett lepattanót újoncként a Timberwolves történetében, megelőzve Kevin Love 734 lepattanós rekordját. Április 7-én elérte 50. dupladupláját a szezonban, 17 ponttal és 10 lepattanóval a Sacramento Kings ellen. Négy nappal később, a Houston Rockets ellen megelőzte Christian Laettnert a csapat újonc pontszerzési rekordjáért, 1475 ponttal. Ugyanazon a napon a hét játékosának választották az NBA-ben. A Timberwolves utolsó mérkőzésén 28 pontot és 14 lepattanót szerzett a New Orleans Pelicans ellen. Játszott és kezdett a csapat mind a 82 mérkőzésén, 18,3 pontot, 10,5 lepattanót átlagolva. Megnyerte az NBA év újonca díjat, az összes első helyért járó szavazatot elnyerve, mindössze az ötödik játékosként az NBA történetében. Towns a szezon hat hónapjának mindegyikében elnyerte a hónap újonca díjat, az első Timberwolves játékosként. A Wolves lett az első csapat a Buffalo Braves óta (1973 és 1974), amely két évben egymás után adta at NBA év újoncának győztesét (Andrew Wiggins, 2015).

#### 2016–2017-es szezon
2016. november 30-án Towns 47 pontot és 18 lepattanót szerzett a New York Knicks ellen. 21 évesen Towns lett a harmadik legfiatalabb játékos az elmúlt három évtizedben, aki legalább 45 pontot és 15 lepattanót szerzett egy mérkőzésen. Ezek mellett az első negyedben szerzett 22 pontja két pontra Chauncey Billups csapatrekordjától. A két blokkal a Charlotte Hornets ellen Towns beállított egy új rekordot, sorozatban 27 mérkőzésen szerzett legalább egy blokkot. December 17-én 41 pontja, 15 lepattanója és 5 gólpassza volt a Houston Rockets ellen. 28-án megszerezte karrierjének első tripladupláját, 15 ponttal, 11 lepattanóval és 10 gólpasszal. 2017. január 19-én 37 pontot, 12 lepattanót és 5 gólpasszt szerzett a Los Angeles Clippers otthonában. Három nappal később pedig 32 pontja, 12 lepattanója és 7 gólpassza volt. Mindössze a második játékos lett a franchise történetében, aki sorozatban két meccsen legalább 30 pontot, 10 lepattanót és 5 gólpasszt szerzett. 2017. február 25-én 37 pontja és 22 lepattanója volt a Houston elleni 142–130 arányú vereség alkalmával. 2017. március 8-án a Los Angeles Clippers ellen szerezte 100. dupladupláját, amivel az NBA történetének második legfiatalabb játékosa lett, aki ezt elérte, Dwight Howard mögött. Öt nappal később nyugati főcsoport hét játékosának választották. 2017. április 11-én 26 pontja és 12 lepattanója volt a Oklahoma City Thunder ellen. Ezzel Towns átlépte Kevin Love-ot egy szezonban szerzett pontokért. A 2016–2017-es évben NBA-rekordot is döntött, minden idők első játékosa lett, aki legalább 2000 (2,061) pontot, 1000 (1,007) lepattanót és 100 (101) hárompontost szerzett egy szezonban.

#### 2017–2018-as szezon: Első All Star-szereplés
2017. november 15-én Towns 26 pontot és 16 lepattanót szerzett 22. születésnapján, megszakítva a Timberwolves 12 mérkőzés hosszú vereség sorozatát. A 22 év alatti NBA-játékosok listáján majdnem minden statisztikai kategóriában a 10 legjobb játékos között volt. Nyolcadik pontok, harmadik lepattanók és második dupladuplák (124) kategóriában. A november 13-i héten a hét játékosának választották. 2017. december 14-én 30 pontja, 14 lepattanója, 5 gólpassza és 5 blokkja volt a Sacramento Kings ellen, amellyel Kevin Garnett mellett az egyetlen Wolves-játékos lett, aki elért legalább 30 pontot, 10 lepattanót, 5 gólpasszt és 5 blokkot egy mérkőzésen.
Január 5-én karrierrekord 23 lepattanót szerzett a Boston Celtics ellen. Egy héttel később mindössze egy gólpasszra volt karrierjének második tripladuplájától. 2018. január 23-án All Starnak választották. Március 11-én 31 pontot és 16 lepattanót szerzett a Golden State Warriors elleni 109–103 arányú győzelem alkalmával. 2018. március 20-án 60. dupladupláját szerezte a szezonban, amely a legtöbb volt az NBA-ben abban a szezonban. 2018. március 28-án csapatrekordnak számító 56 pontot szerzett az Atlanta Hawks ellen. Ezek mellett a legfiatalabb játékos (22 év, 133 nap) lett, aki elért 50 pontot és 15 lepattanót egy mérkőzésen, Shaquille O’Neal óta (1994; 11 év, 45 nap). A szezon utolsó mérkőzésén 26 pontja és 14 lepattanója volt a Denver Nuggets elleni 112–106-os győzelem alkalmával. Ezzel a győzelemmel a Timberwolves 2004 óta először jutott a rájátszásba. Towns 68 dupladuplával fejezte be a szezont, amely a legtöbb volt az évben.
A Houston Rockets elleni harmadik mérkőzésen a rájátszás első körében 18 pontja és 16 lepattanója volt. Ugyan az ötödik mérkőzésen 23 pontot és 14 lepattanót szerzett, a Timberwolves búcsúzott a rájátszásból.

#### 2018–2019-es szezon

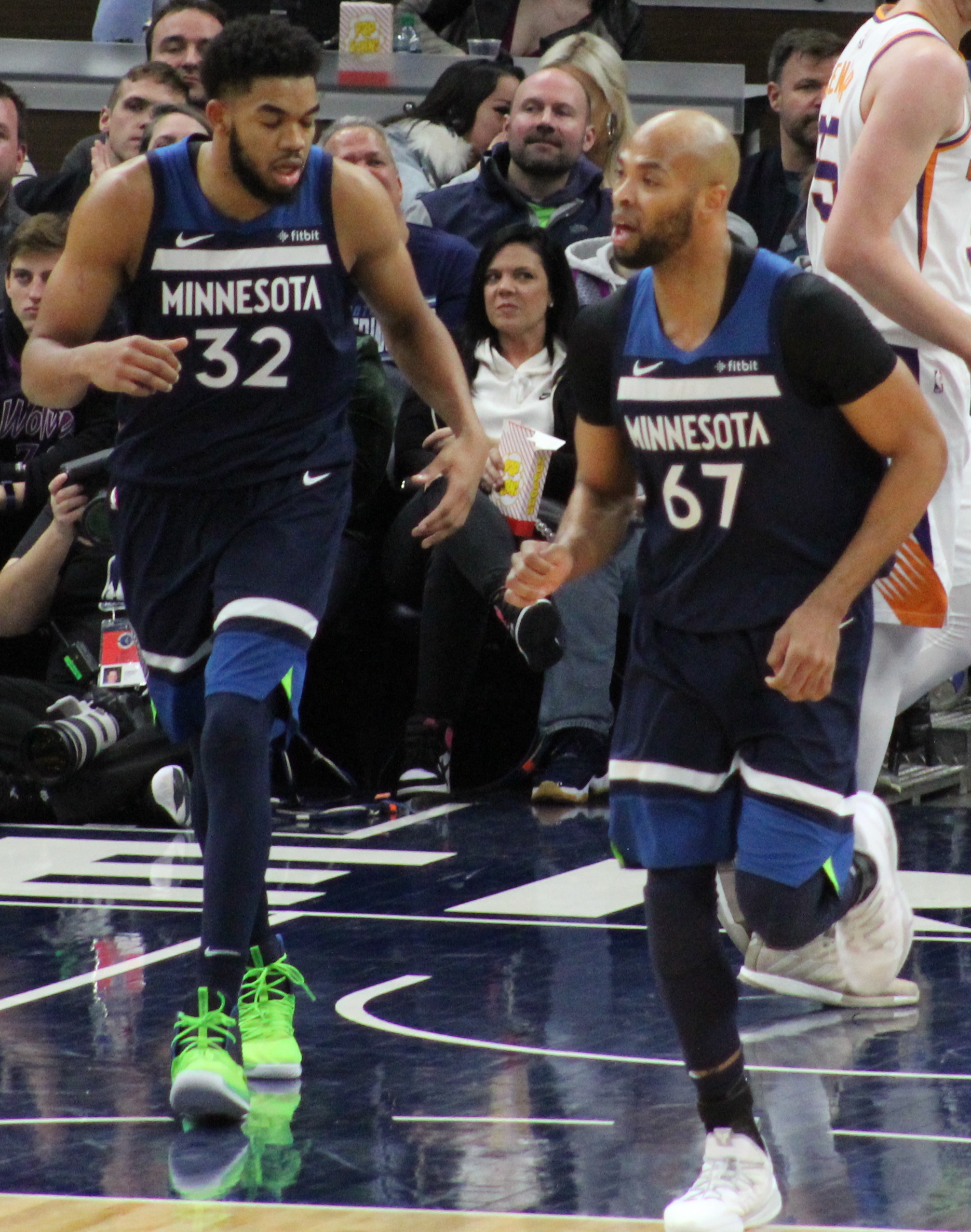
Towns (balra) és Taj Gibson, 2019-ben

2018. szeptember 23-án Towns aláírt egy öt éves 190 millió dolláros szupermaximum szerződést a Timberwolves-zal. November 9-én 39 pontot és 19 lepattanót szerzett a Sacramento Kings ellen, amelyet szezonrekord 21 lepattanó követett három nappal később. November 24-én 35 pontja és 23 lepattanója volt a Chicago Bulls ellen. Ez volt a harmadik mérkőzése karrierjében, amelyen legalább 30 pontot és 20 lepattanót szerzett. December 5-én 35 pontot, 12 lepattanót és karrierrekord 6 blokkot szerzett a Charlotte Hornets elleni győzelem alkalmával.
December 30-án 34 pontja, 18 lepattanója, hét gólpassza és hat blokkja volt a Miami Heat ellen, amivel az első játékos lett Kareem Abdul-Jabbar óta, aki ezeket a számokat elérte egy meccsen. Január 12-én karrierrekord 27 lepattanója volt a New Orleans Pelicans ellen. Towns február 22-én hagyta ki első mérkőzését karrierjében a New York Knicks ellen, egy autóbalesetet követően. Sorozatban 303 mérkőzésen kezdett, amely a leghosszabb sorozat 1970–1971 óta. Visszatérésén 34 pontot és 21 lepattanót szerzett a Kings ellen. Március 5-én 41 pontja és 14 lepattanója volt az Oklahoma City Thunder ellen, amellyel előre lépett az ötödik helyre a Timberwolves történetében legtöbb pontot szerző játékosok között, megelőzve Wally Szczerbiakot (6,777). Március 9-én 40 pontot és 16 lepattanót szerzett a Washington Wizards ellen, mielőtt megsérült volna a térde. Március 23-án 33 pontja és 23 lepattanója volt a Grizzlies ellen.

#### 2019–2020-as szezon
A szezon első két mérkőzésén a Brooklyn Nets és a Charlotte Hornets ellen 36 pontot és 14 lepattanót, illetve 37 pontot és 15 lepattanót szerzett. November 15-én a Washington Wizards ellen 36 pontja és 10 lepattanója volt. December 19-én 33 pontot és 15 lepattanót szerzett a Phoenix Suns elleni vereség alkalmával. Négy nappal később 39 pontja és 12 gólpassza volt a Clippers ellen. Ezt követően megsérült és ki kellett hagynia 15 mérkőzést. Sérülése előtt 26,5 pontot és 11,7 lepattanót átlagolt, 4,4 gólpassz mellett. 2020. január 22-én 40 pontja volt a Chicago Bulls ellen, amelyet 30, illetve 37 ponttal követett a következő két mérkőzésén. Február 10-én sérülést szenvedett a Toronto Raptors ellen, amelyet követően kihagyta a szezon hátralévő részét. Az NBA-szezon márciusi felfüggesztését követően a Timberwolves-t nem hívták meg az NBA-buborékba, így Towns se játszott többet az évben.

#### 2020–2021-es szezon
Towns a szezon első felében ismét sérülésekkel küzdött, illetve személyes okok miatt is hagyott ki mérkőzéseket. Az év első 24 meccséből mindössze négyen játszott. 2021. március 13-án 34 pontot és 10 lepattanót szerzett a Portland Trail Blazers ellen. A Timberwolves márciusban edzőt váltott. A váltás előtt 22 pontot és 11 lepattanót átlagolt 3,5 gólpassz mellett, míg Chris Finch érkezése után számai megugrottak 25,6 pontra és 4,8 gólpasszra, 10,4 lepattanó mellett. Március 18-án a Phoenix Suns ellen 41 pontja és 10 lepattanója volt. Április 3-án a Philadelphia 76ers ellen 39 pontot, 14 lepattanót és 5 gólpasszt szerzett. Négy nappal később az Indiana Pacers ellen 32 pontja, 12 lepattanója és 6 gólpassza volt. A lerövidített szezont 23 ponttal és 9 lepattanóval zárta a Dallas Mavericks ellen. A Timberwolves 13. lett a nyugati főcsoportban.

#### 2021–2022-es szezon: Visszatérés a rájátszásba
2021. november 8-án Towns a játékidő lejárta után egyenlített ki a Memphis Grizzlies ellen egy hárompontossal, összesen 25 pontja és 13 lepattanója volt a mérkőzést. 2022. január 9-én szezoncsúcs 40 pontja volt, 9 lepattanó és 7 gólpassz mellett, a Houston Rockets elleni 141–123 arányú győzelem során. 2022. február 15-én 39 pontot szerzett a Charlotte Hornets elleni győzelem alkalmával, 15 lepattanó és 3 gólpassz mellett. Február 19-én megnyerte az NBA hárompontos versenyt a 2022-es All Star-gálán, legyőzve Luke Kennardot és Trae Youngot. Megdöntötte a rekordot a legtöbb szerzett pontért, huszonkilenccel és ő lett az első center, aki megnyerte a versenyt. Március 5-én az Oklahoma City Thunder ellen 36 pontja, 15 lepattanója, 5 gólpassza, 3 blokkja és 0 labdavesztése volt, amellyel az első játékos lett az NBA történetében, aki ezt elérte, legalább 75%-os hatékonysággal és az egyetlen Tim Duncannel együtt 1980 óta. Március 7-én megválasztották a nyugati főcsoport hét játékosának, miután a Minnesota megnyerte összes mérkőzését.
2022. március 14-én 60 pontot dobott a San Antonio Spurs elleni 149–139 arányú győzelem során, amely a legtöbb egy mérkőzésen a Minnesota Timberwolves történetében és Towns karrierjében is. Csak a harmadik negyedben 32 pontot szerzett, amely az ötödik legtöbb ilyen kevés idő alatt. Emellett 17 lepattanót is szerzett, hatékonysága is magas volt, 11 próbálkozásból 7 hárompontost szerzett, míg 31 próbálkozásból 19 mezőnygólt. Shaquille O’Neal és Wilt Chamberlain NBA-legendák után lett az első center, aki 60 pontot dobott és 15 lepattanót szerzett egy mérkőzésen. A Memphis Grizzlies elleni első fordulós sorozatban az első mérkőzésen 29 pontot és 13 lepattanót szerzett, ami elég volt csapatának, hogy megverjék a Memphis-i klubot. Április 23-án a negyedik mérkőzésen pályafutás-karriercsúcs 33 pontja volt.

#### 2022–2023-as szezon: Sérülések
Towns a szezon kezdete előtt szerződést hosszabbított a Timberwolves csapatával, 224 millió dollárért, amely 2024-től érvényes és, amivel együtt a szerződésének hátralévő értéke 295 millió dollár lett, hat év alatt. 2022. november 28-án a Washington Wizards elleni 142–127 végeredményű vereség harmadik negyedében Towns elhagyta a pályát egy vádli sérülés következtében. Másnap a Timberwolves bejelentette, hogy a center hosszú ideig nem fog játszani. Ugyan az első hírek szerint a játékos akár 4–6 héten belül is visszatérhetett volna, januárban kiderült, hogy sérülése sokkal súlyosabb és akár további két hónapok ki kell majd hagynia. Április 9-én, a Wolves utolsó mérkőzésén a szezonban Towns 30 pontot és 8 lepattanót szerzett, hozzásegítve csapatát a győzelemhez a New Orleans Pelicans ellen, megszerezve a louisianai csapattól a nyolcadik helyezést a főcsoportban.

#### 2023–2024-es szezon
2023. november 30-án megdöntötte a rekordot a legtöbb mérkőzésért a csapat történetében, amin egy játékos legalább 30 pontot és 11 lepattanót tudott szerezni.

### 2024–napjainkig: New York Knicks
2024. október 2-án a New York Knicks hivatalosan is bejelentette, hogy megegyeztek a Timberwolves csapatával Towns szerződtetésében. Cserében Julius Randle-t és Donte DiVincenzót küldték Minnesotába.

## Statisztikák
A Basketball Reference adatai alapján.

### Egyetem
| Év      | Csapat            | JM | KM | JP/M | MG%  | 3P%  | BD%  | LP/M | GP/M | L/M | B/M | P/M  |
| ------- | ----------------- | -- | -- | ---- | ---- | ---- | ---- | ---- | ---- | --- | --- | ---- |
| 2014–15 | Kentucky Wildcats | 39 | 39 | 21,1 | .566 | .250 | .813 | 6,7  | 1,1  | 0,5 | 2,3 | 10,3 |

### NBA

#### Alapszakasz
| Év        | Csapat                 | JM  | KM  | JP/M | MG%  | 3P%  | BD%   | LP/M | GP/M | L/M | B/M | P/M  |
| --------- | ---------------------- | --- | --- | ---- | ---- | ---- | ----- | ---- | ---- | --- | --- | ---- |
| 2015–2016 | Minnesota Timberwolves | 82* | 82* | 32,0 | .542 | .341 | .811  | 10,5 | 2,0  | 0,7 | 1,7 | 18.3 |
| 2016–2017 | Minnesota Timberwolves | 82* | 82* | 37,0 | .542 | .367 | .832  | 12,3 | 2,7  | 0,7 | 1,3 | 25.1 |
| 2017–2018 | Minnesota Timberwolves | 82* | 82* | 35,6 | .545 | .421 | .858  | 12,3 | 2,4  | 0,8 | 1,4 | 21.3 |
| 2018–2019 | Minnesota Timberwolves | 77  | 77  | 33,1 | .518 | .400 | .836  | 12,4 | 3,4  | 0,9 | 1,6 | 24.4 |
| 2019–2020 | Minnesota Timberwolves | 35  | 35  | 33,9 | .508 | .412 | .796  | 10,8 | 4,4  | 0,9 | 1,2 | 26.5 |
| 2020–2021 | Minnesota Timberwolves | 50  | 50  | 33,8 | .486 | .387 | .859  | 10,6 | 4,5  | 0,8 | 1,1 | 24.8 |
| 2021–2022 | Minnesota Timberwolves | 74  | 74  | 33,5 | .529 | .410 | .822  | 9,8  | 3,6  | 1,0 | 1,0 | 24,6 |
| 2022–2023 | Minnesota Timberwolves | 29  | 29  | 33,0 | .495 | .366 | .874  | 8,1  | 4,8  | 0,7 | 0,6 | 20,8 |
| 2023–2024 | Minnesota Timberwolves | 62  | 62  | 32,7 | .504 | .416 | .873  | 8,3  | 3,0  | 0,7 | 0,7 | 21,8 |
| 2024–2025 | New York Knicks        | 72  | 72  | 35,0 | .526 | .420 | .829  | 12,8 | 3,1  | 1,0 | 0,7 | 24,4 |
| Összesen  | Összesen               | 645 | 645 | 34,1 | .524 | .400 | .837  | 11,1 | 3,2  | 0,8 | 1,2 | 23,1 |
| All-Star  | All-Star               | 5   | 1   | 17,7 | .634 | .310 | 1.000 | 6,8  | 1,6  | 0,2 | 0,0 | 20,2 |

#### Rájátszás
| Év       | Csapat                 | JM | KM | JP/M | MG%  | 3P%  | BD%  | LP/M | GP/M | L/M | B/M | P/M  |
| -------- | ---------------------- | -- | -- | ---- | ---- | ---- | ---- | ---- | ---- | --- | --- | ---- |
| 2018     | Minnesota Timberwolves | 5  | 5  | 34,0 | .467 | .273 | .739 | 13,4 | 2,2  | 0,4 | 1,0 | 15,2 |
| 2022     | Minnesota Timberwolves | 6  | 6  | 36,9 | .488 | .455 | .860 | 10,8 | 2,2  | 0,7 | 2,0 | 21,8 |
| 2023     | Minnesota Timberwolves | 5  | 5  | 36,0 | .457 | .250 | .750 | 10,2 | 2,0  | 0,6 | 0,8 | 18,2 |
| 2024     | Minnesota Timberwolves | 16 | 16 | 32,6 | .466 | .361 | .855 | 9,0  | 2,6  | 0,8 | 0,2 | 19,1 |
| Összesen | Összesen               | 32 | 32 | 34,2 | .468 | .350 | .824 | 10,2 | 2,4  | 0,7 | 0,8 | 18,8 |

## Díjak
- 5× NBA All-Star (2018, 2019, 2022, 2024, 2025)
- 3× All-NBA Harmadik csapat (2018, 2022, 2025)
- NBA Az év újonca (2016)
- NBA első újonc csapat (2016)
- Kareem Abdul-Jabbar Social Justice Champion Award (2024)
- Consensus All-American Második csapat (2015)
- SEC Az év újonca (2015)
- All-SEC Első csapat (2015)
- Gatorade Az év nemzeti játékosa (2014)
- McDonald's All-American (2014)
- Parade All-American Első csapat (2014)
- Centrobasket aranyérem (2012)

## Magánélete
Karl-Anthony Towns Edisonban, New Jersey-ben született, az afroamerikai Karl Towns Sr. és a dominikai Jacqueline Cruz gyermekeként. Piscataway-ben nőtt fel, a Lake Nelson Seventh-Day Adventist iskolába járt, mielőtt a Theodore Schor iskolára váltott volna. Itt megismételte a hetedik osztályt, hogy tovább fejlődhessen. Towns apja a Monmouth Egyetemben játszott kosárlabdát és a Piscataway Technical Középiskolának edzője volt, ahol ötödik osztályban Towns is játszott.
2020-ban hat családtagja hunyt el a Covid19 következtében.